# 福田一雄
福田 一雄（ふくだ かずお、1931年9月26日 - ）は、日本の作曲家、指揮者である。

## 経歴
東京都出身。母の方針によって5歳のときから絶対音感教育を受け、モスクワ音楽院の教授を務めていたポール・ヴィノグラードフにピアノを学んだ。
1937年、学習院初等科に入学し、学習院中・高等科を経て、学習院大学政経学部に進んだ。この頃から、幼時から習得していたピアノの腕を生かして音楽関係のアルバイトを始め、ジャズバンドでピアノを弾いたり、進駐軍のクラブ回りなどに参加したりしていた。やがて友人の近衛秀健（近衞秀麿の子）の紹介によって東宝交響楽団（後の東京交響楽団）や東京フィルハーモニー交響楽団、近衛管弦楽団などでもピアニストを務めた。大学入学後、1学期はかなり上位の成績を保っていたが、アルバイトを始めた2学期からは成績が急降下して周囲の人々を驚かせたという。
やがて谷桃子や貝谷八百子などが主催するバレエ教室のレッスンピアニストや、バレエ団公演でのピアノ演奏を務めるようになった。貝谷が日本でプロコフィエフの『シンデレラ』を初演したときは、谷のバレエ団との掛け持ちで、約1年にわたって世田谷区東松原にあった貝谷バレエ団でレッスンピアノを弾いていた。このとき『シンデレラ』の日本初演を指揮した高田信一に、短期間ではあったが和声や指揮法などの手ほどきを受けている。
当時の福田は、音楽の道に進むことは考えておらず、大学卒業後は趣味として音楽を続けようと思っていた。しかし、谷バレエ団や貝谷バレエ団の他にも、小牧バレエ団、橘バレヱ学校や名古屋の越智實バレエ団、大阪の法村・友井バレエ団などでピアニストを務めた他、高英男や淡谷のり子などの旅公演の伴奏者として全国を回っていたため、大学にはほとんど出席できない状態となって中退し、音楽家となった。
1952年、子供向けのバレエ曲『白雪姫』を作曲し、後にNHKのテレビ本放送開始記念と
して指揮した。この作品は、多くのバレエスタジオのレパートリーとして定着し、親しまれている。1957年には日本フィルハーモニー交響楽団を指揮して、正式にバレエ指揮者としてデビューした。
長年にわたって多くのバレエ公演の指揮活動を手掛けるかたわら、ライフワークとしてバレエ音楽の研究に携わり、後進の指導や教育にもあたっている。なお、新国立劇場バレエ研修所で、バレエと音楽についての講師を務め、2007年にはシアターオーケストラトーキョーの音楽監督にも就任している。「舞踊ペンクラブ賞」や「橘秋子特別賞」を受賞。2023年ニムラ舞踊賞受賞。
著書に『バレエの情景』（1984年）がある。